# George Breen
George Thomas Breen (Buffalo, New York, 1935. július 19. – New Jersey, 2019. november 9.) olimpiai ezüstérmes amerikai úszó.

## Pályafutása
Az 1956-os melbourne-i olimpián a 4 × 200 m gyors váltó tagjaként ezüstérmet szerzett. 400 m és 1500 m gyors versenyszámban bronzérmes lett. Négy év múlva a római olimpián 1500 méteren megismételte korábbi eredményét és újra bronzérmet szerzett. Az 1959-es chicagói pánamerikai játékokon egy-egy arany- és ezüstérmet nyert.

## Sikerei, díjai
- Olimpiai játékok
  - ezüstérmes: 1956, Melbourne (4 × 200 m gyors)
  - bronzérmes: 1956, Melbourne (400 m és 1500 m gyors), 1960, Róma (1500 m gyors)
- Pánamerikai játékok
  - aranyérmes: 1959, Chicago (400 m gyors)
  - ezüstérmes: 1959, Chicago (1500 m gyors)